# Rio Ottawa
O rio Ottawa ou Otava (em francês:  Rivière des Outaouais) é um rio localizado no Canadá. Na maior parte de seu percurso, o rio Ottawa divide as províncias canadenses do Ontário e do Quebec. Seu comprimento é de 1271 km, e sua bacia hidrográfica tem uma área de 146 000 km². Às suas margens está localizada a capital do Canadá, Ottawa. Desemboca no Rio São Lourenço. Na província do Quebec, este rio forma o lago Deux-Montagnes, se lançando no rio São Lourenço e no rio Prairies, próximo da ilha de Montreal e da ilha de Jesus. O rio recebeu este nome em homenagem à nação indígena Odawa.

## Percurso
O conjunto de sua bacia hidrográfica se estende por uma área de aproximadamente 179 000 km². Com um comprimento de 1271 km, sua nascente está nos lagos Ottawa e Capimitchigama nos montes Laurentides a 280 km ao noroeste de Montreal. O rio corre em direção oeste na região de Abitibi-Témiscamingue e depois, a partir do Lago Timiskaming, ele serve de fronteira natural entre Ontário e Quebec até a cidade de Hawkesbury (Ontário).

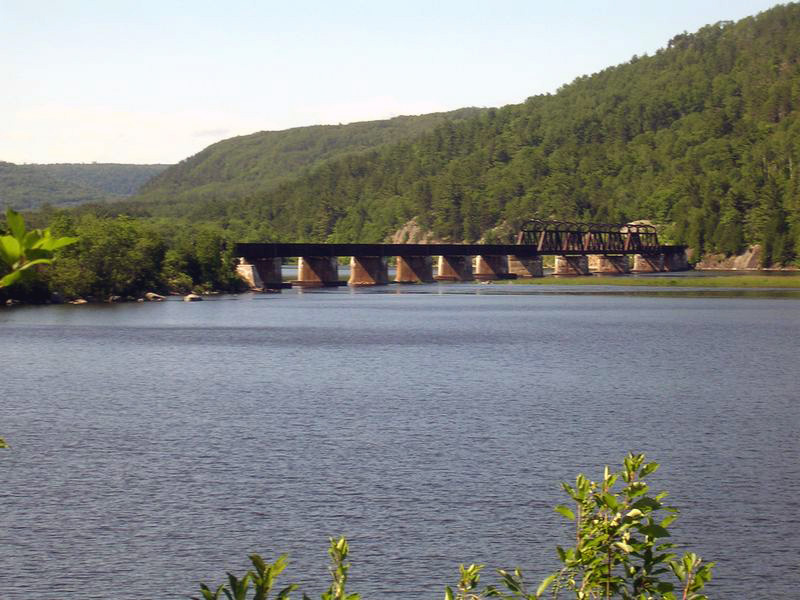
Uma ponte ferroviária cruzando o rio Ottawa em Mattawa, Ontário, cerca de 300 km a norte de Ottawa.

Ao sul deste trecho, entre Ottawa e Gatineau, existem duas ilhas (île aux Allumettes e île du Grand-Calumet), ambas dentro de Quebec. Entre estas ilhas, localiza-se o município de Fort-Coulonge. Nesta parte, o rio recebe vários afluentes, entre os quais o Dumoine, o Noire, o Coulonge e Quyon.
A partir de Gatineau, em sua margem esquerda e de Ottawa, sobre a margem direita, o rio tem como afluentes vários outros rios importantes (Rideau e Nation sul, margem direita, em Ontario, e Gatineau, Blanche, du Lièvre, Nation norte, la Rouge, margem esquerda, em Quebec). Ele forma um reservatório até Carillon, onde a Hydro-Québec mantém uma barragem com uma central hidroelétrica de 675 MW. Antes da construção desta barragem, os recifes e um salto (Chute-à-Blondeau) impediam a navegação em uma distância de aproximadamente 20 km. (Portage de Carillon) Em seguida, o rio formava um lago natural até Ottawa (Rapides Chaudières) onde existe atualmente uma barragem.
As cidade de Ottawa em Ontário (capital federal) e Gatineau em Quebec formam as principais concentrações populacionais sobre seu curso. Também importantes estão as cidades de Montebello, Papineauville, Hawkesbury, Greenville e Carillon.
Mais adiante, próximo a Carillon, o rio se alarga para formar o lago Deux Montagnes (monte Rigaud e monte Oka) e se lança no Rio São Lourenço, que recebe 70 por cento de suas águas. O restante escorre diretamente para o (10%) lago Saint-Louis ou para o Rio Mille-îles.

## Fluxo
O rio Ottawa possui várias barragens que controlam seu fluxo. Na parte em que ele serve de fronteira as duas províncias, a produção hidroelétrica das barragens é dividida entre Ontario Power Generation e Hydro-Québec, ambas empresas públicas provinciais de geração de eletricidade.
À foz do rio, perto do lago Deux Montagnes próximo a Montreal, o fluxo médio se estabiliza em 1 950 m³/s; este fluxo variando entre 700 e 8000 m³/s.

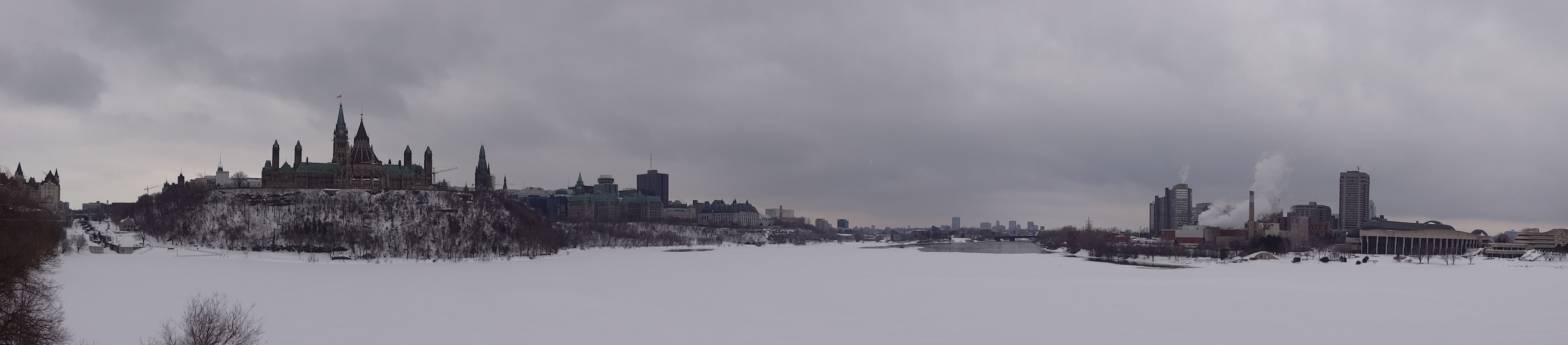
Vista do rio durante o inverno.